# 스피드볼

스피드볼(Speed-Ball)은 후세인 로트피(첫 세계 챔피언)와 아마드 로트피(현 FISB 회장)의 아버지인 모하메드 로트피가 1961년 이집트에서 초보 테니스 선수들의 훈련을 위해 발명한 라켓 스포츠이다. 오늘날 그것은 이집트뿐만 아니라 다른 나라에서도 인기를 누리는 그 자체의 스포츠이다. 이들 국가 중 몇몇 국가는 국제 스피드볼 연맹(FISB)을 구성한다.

## 설명

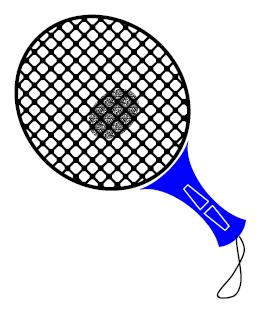

라텍스로 만든 속이 빈 공은 길이 1,70m의 나일론 실(낚시실 유형)로 연결된 금속 마스트(높이 1,70m) 주위를 회전한다. 실은 릴 주위를 자유롭게 회전하는 루프나 플라스틱 링을 통해 마스트에 매듭이 지어진다. 마스트는 40kg에서 90kg까지 베이스에 고정된다. 공은 타원형이며 작은 손잡이와 직경 약 25cm의 줄이 달린 단단한 플라스틱 라켓으로 친다. 스피드볼 코트의 크기는 단일 경기 및 8x6m의 경우 복식 기준 약 6x4m이다.